# Wojska Lądowe Izraela
Wojska Lądowe Izraela (hebr. ‏זרוע היבשה‎, Zro’a ha-Jabasza) – jeden z trzech rodzajów Sił Obronnych Izraela.

## Historia
Historia wojsk lądowych Izraela jest związana z historią Sił Obronnych Izraela, której początki sięgają do żydowskich organizacji paramilitarnych tworzonych w obronie osiedli żydowskich w Palestynie, począwszy od Drugiej Alii (1904–1914). Pierwszą taką organizacją była Bar-Giora (hebr. בר גיורא), przekształcona w 1909 w Ha-Szomer (hebr. השומר). W 1920 powstała Hagana (hebr. ההגנה), która stała się podstawą dla regularnej izraelskiej armii. Wojska lądowe stanowią najważniejszą część Sił Obronnych Izraela.

## Zadania

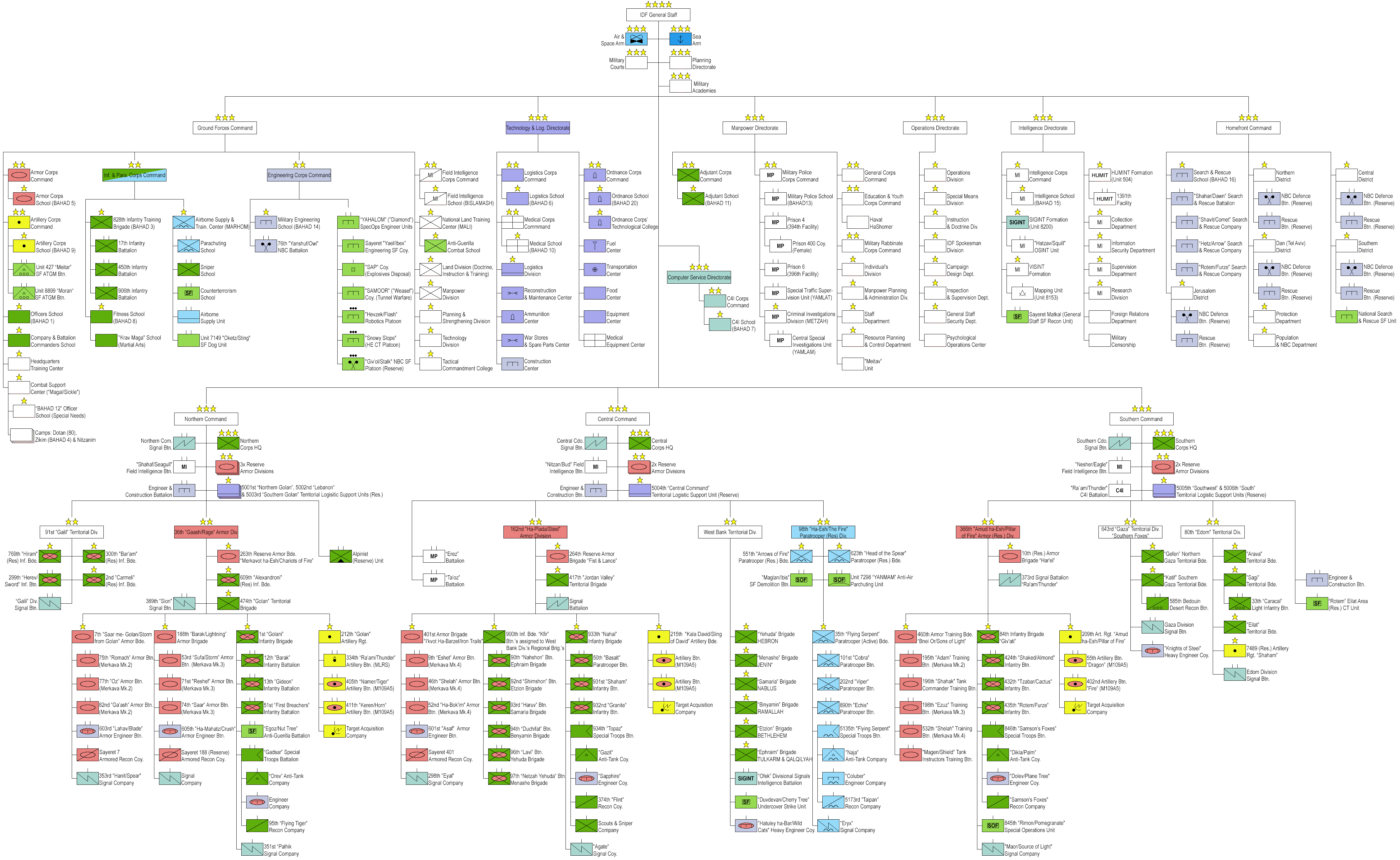
Struktura wojsk lądowych Izraela

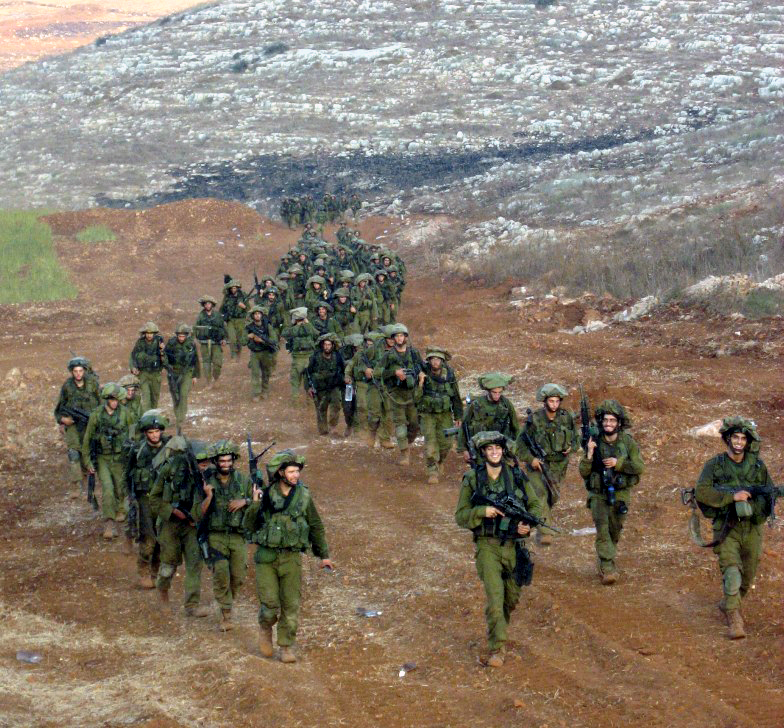
Żołnierze izraelskiego korpusu piechoty

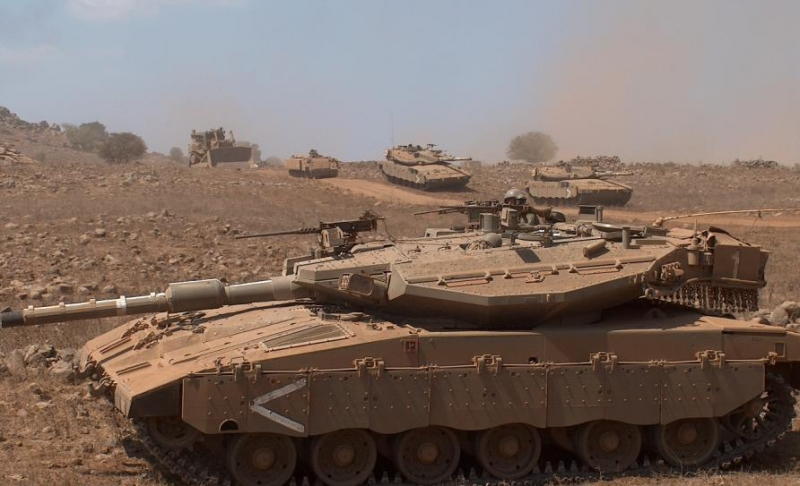
Czołgi Merkawa Mk 3

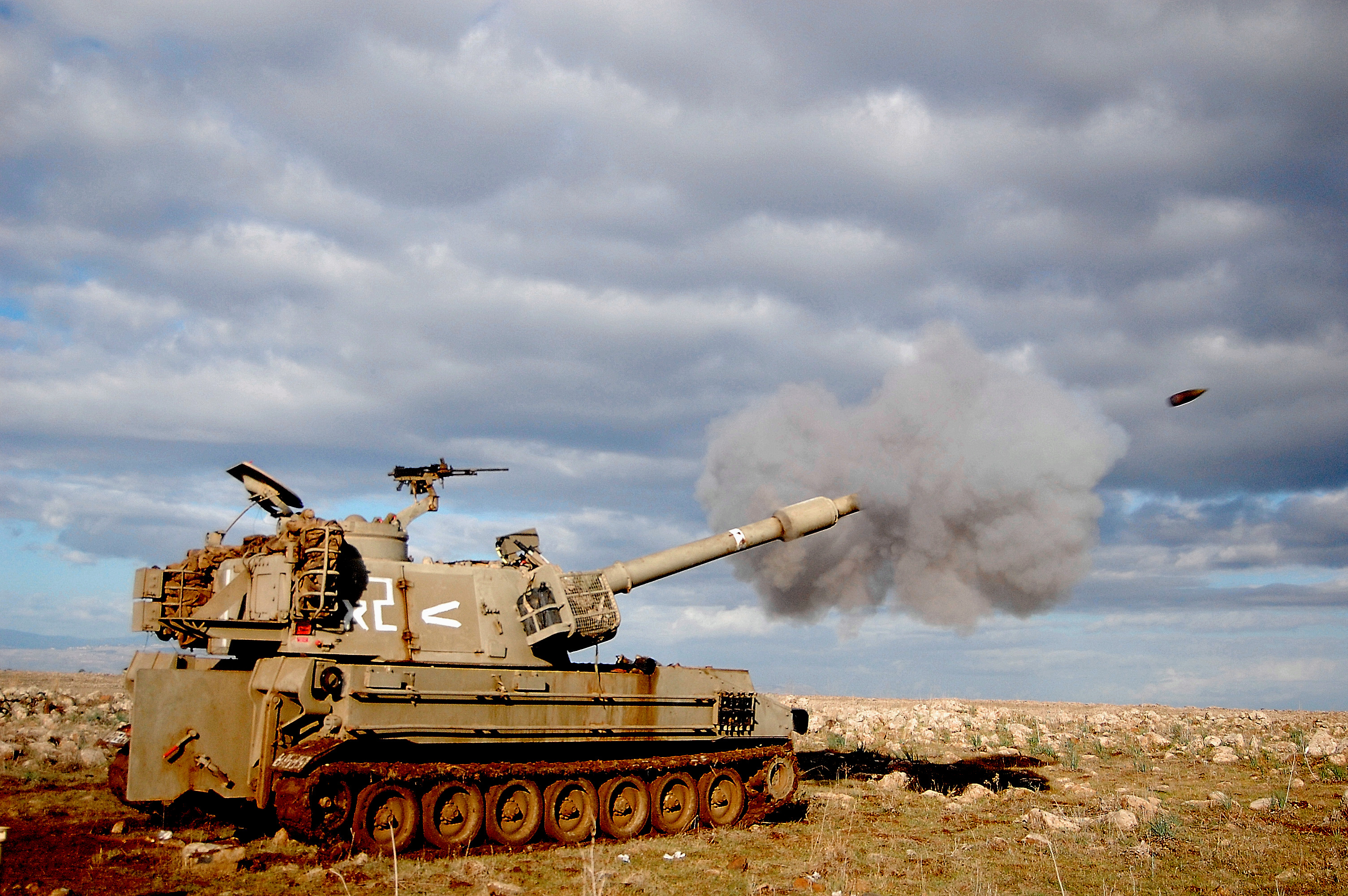
Haubica samobieżna M109 SPH

W skład wojsk lądowych wchodzą piechota, wojska pancerne, artyleria i wojska inżynieryjne.
Piechota stanowi najbardziej zaawansowany związek taktyczny Sił Obronnych Izraela. Poza realizowaniem operacji specjalnych, siły korpusu piechoty działają w celu zapewnienia rutynowego bezpieczeństwa państwa Izrael. Piechota jest odpowiedzialna za szkolenie wszystkich izraelskich sił lądowych. Żołnierze piechoty szkolą się do walki z partyzantką, terrorystami i prowadzenia działań w sytuacjach kryzysowych. Bywają one niezwykle złożone i wymagają podejmowania zróżnicowanych zadań. Podczas działań bojowych piechota jest dominującym czynnikiem w realizacji misji Sił Obronnych Izraela. Bardzo często żołnierze muszą prowadzić działania w trudnym terenie, który uniemożliwia na wykorzystanie pojazdów bojowych (obszary miejskie, góry, teren skalisty). Z tego powodu jednostki piechoty są tak wyszkolone, uzbrojone, wyposażone i zorganizowane, by mogły prowadzić działania niezależnie od wszelkich sytuacji. Od żołnierzy jest wymagana umiejętność obsługiwania wielu rodzajów uzbrojenia, w tym broni precyzyjnych. Zwiększa to samodzielność i mobilność jednostek. Do najważniejszych celów stawianych przed piechotą należą: ochrona granic, działania patrolowe i obserwacyjne, działania antyterrorystyczne i podjazdowe, w przypadku wojny lub konfliktu szybkie osiągnięcie przewago taktycznej i zniszczenie sił wroga.
Wojska powietrznodesantowe są nieliczne. Celem spadochroniarzy jest przeprowadzanie działań specjalnych na tyłach wroga i niszczenie sił przeciwnika w walce pieszej lub przy wsparciu lekkich pojazdów opancerzonych.
Wojska pancerne stanowią główną siłę uderzeniową wojsk lądowych. Charakteryzują się one dużą siłą ognia, dużą manewrowością i odpornością na ogień. Cechy te czynią je doskonałym rodzajem sił do wtargnięcia w ugrupowanie przeciwnika, rozwijania natarcia, głębokich uderzeń w strefę tyłową przeciwnika i prowadzenia pościgu. Wojska pancerne mogą również powstrzymywać atak przeciwnika i wykonywać kontrataki w ramach działań obronnych. Czołgi mogą niszczyć wozy bojowe przeciwnika, pododdziały piechoty, wyrzutnie przeciwpancernych pocisków kierowanych i, przy pewnych ograniczeniach, angażować się w walkę ze śmigłowcami przeciwnika.
Jednostki wsparcia artylerii i wojsk inżynieryjnych, zapewniają wsparcie ogniowe jednostkom taktycznym.

## Struktura
Początkowo izraelskie wojska lądowe bezpośrednio podlegały dowództwu Sztabu Generalnego Sił Obronnych Izraela, jednak doświadczenia wojny libańskiej doprowadziły do utworzenia w 1983 osobnego Dowództwa Wojsk Lądowych (hebr. מז”י, Mazi). Dowódca nosi nazwę Dowódcy Wojsk Lądowych (hebr. מפקד זרוע היבשה, Mefaked Zro ha-Jabasza).
W 2000 przeprowadzono modernizację struktury dowodzenia Sił Obronnych Izraela. Wojska operacyjne wchodzące w skład dowództw trzech obszarów strategicznych zostały podporządkowane Sztabowi Generalnemu. Natomiast Dowództwo Wojsk Lądowych otrzymało zadania szkoleniowe na poziomie korpusów. W przeciwieństwie do Marynarki Wojennej i Sił Powietrznych Izraela, Dowództwo Wojsk Lądowych nie może uruchamiać sił lądowych do działań operacyjnych.
Dowództwa obszarów strategicznych:
- Dowództwo Północne – oddziały skierowane do obrony przeciwko ewentualnemu atakowi z terenu Syrii i Libanu
- Dowództwo Centralne – oddziały przeciwko Jordanii
- Dowództwo Południowe – oddziały skierowane przeciwko Egiptowi

Wojska lądowe sformowane są w pięć korpusów, które na poziomie Dowództwa Wojsk Lądowych mają następującą strukturę organizacyjną::
| Korpus Operacyjny: - Korpus Piechoty i Spadochroniarzy (hebr. חיל הרגלים, Hir) - Korpus Pancerny (hebr. חיל השריון, Chaszan) | Korpus Wsparcia: - Korpus Artylerii (hebr. חיל התותחנים, Chatam) - Korpus Inżynieryjny (hebr. חיל ההנדסה הקרבית, Chahan) - Korpus Wywiadu Polowego (hebr. חיל האיסוף הקרבי) |

Żołnierze po ukończeniu szkolenia wojskowego są kierowani do odbycia służby w poszczególnych jednostkach wojskowych korpusów.
Dywizje piechoty składają się zazwyczaj z dwóch lub trzech brygad, dzielonych na dwa do pięciu bataliony. Brygada piechoty liczy od 2 do 5 tys. żołnierzy. Od 2002 każdy batalion składa się z dwóch kompanii, w tym kompanii żołnierzy służby stałej. Każda kompania dysponuje plutonem wsparcia (drużyna moździerzy, drużyna rozpoznania, drużyna przeciwpancerna z operatorem pocisków Spike). Każda brygada posiada własną bazę szkoleniową odpowiedzialną za szkolenia i selekcję wszystkich żołnierzy i dowódców. Do najważniejszych jednostek piechoty należą: Brygada Giwati, Brygada Golani, Brygada Kfir, Brygada Nachal i Dywizja Spadochronowa Ha-Esz.
Brygady pancerne są wspierane przez brygady piechoty zmotoryzowanej, zmechanizowane bataliony inżynieryjne i jednostki artylerii. Brygada pancerna dzieli się zazwyczaj na trzy lub cztery bataliony (ponad 100 czołgów). Do najważniejszych jednostek pancernych należą: 460 Brygada Szkoleniowa, 7 Brygada Pancerna, 188 Brygada Pancerna i 401 Brygada Pancerna.

## Uzbrojenie
Uzbrojenie wojsk lądowych jest mocno zróżnicowane i dostosowane do warunków prowadzonych działań bojowych. Większość izraelskich żołnierzy posługuje się karabinami automatycznymi z rodziny karabinów M16. Popularna jest także skrócona wersja karabinu szturmowego CAR-15, karabin szturmowy M4 i M4A1. Żołnierze Brygady Giwati i Brygady Golani posiadają karabiny szturmowe Tavor. Podstawowymi karabinami maszynowymi są: Negev, FN MAG, oraz ciężkie karabiny maszynowe Browning M2 i granatniki Mk 19. Do walki z pojazdami opancerzonymi piechota jest uzbrojona w granatniki przeciwpancerne RPG-7, M72, B-300 i MATADOR. Natomiast do walki bronią pancerną używa się przeciwpancernych pocisków kierowanych: BGM-71 TOW i Spike.
Na uzbrojeniu wojsk pancernych znajdują się czołgi podstawowe Merkawa w wersjach Mk 2, Mk 3 i Mk 4, oraz Mag’ach w wersjach 6 i 7. Podstawowym uzbrojeniem artylerii są haubice Soltam M-71, haubice samobieżne M109 SPH i wieloprowadnicowe wyrzutnie rakiet M270 MLRS.